# تشارلز سانفورد تيري
تشارلز سانفورد تيري (بالإنجليزية: Charles S. Terry)‏ هو مترجم أمريكي، ولد في 1926، وتوفي في 1982.